# Operator (mens)
Een operator is een bediener van een machine of een complete fabriek in een industriële omgeving, zoals een computergestuurde draaibank, een robot, een kaasfabriek of een verfspuitinstallatie. Dit soort operators zijn vaak hoger geschoolde arbeiders, omdat van hen verwacht wordt dat ze de machines en installaties grondig kennen, problemen kunnen oplossen, en vaak zelfs programma's aanpassen of helemaal nieuw aanmaken.
Een operator moet technisch onderlegd zijn. Het beroep van operator is ideaal voor mensen die altijd al affiniteit hebben gehad met zowel software als met reguliere machines in de industrie. Dit vraagt ook een kritische instelling bij het constateren van het vertonen van gebreken bij bepaalde soorten machines. 
Operators die een proces of zelfs een hele (chemische) fabriek bedienen worden meestal procesoperators genoemd.
Een camera-operator is een cameraman die tijdens grote filmproducties een camera bedient.